# Stan Lee
Stan Lee, pseudonimo di Stanley Martin Lieber (New York, 28 dicembre 1922 – Los Angeles, 12 novembre 2018), è stato un fumettista, scrittore, editore, produttore cinematografico e televisivo statunitense.

Firma di Stan Lee

Conosciuto anche come "The Man" (L'Uomo) e "The Smiling" (Il Sorridente), è noto per essere stato presidente e direttore editoriale (Editor in Chief) della casa editrice di fumetti Marvel Comics.
Sceneggiatore di fumetti sin dai diciassette anni, negli anni sessanta riunisce intorno a sé una schiera di artisti (tra cui Jack Kirby, Steve Ditko, Don Heck, Bill Everett, John Romita Sr. e John Buscema) insieme ai quali creerà e svilupperà alcuni dei personaggi più iconici della storia del fumetto (come l'Uomo Ragno, i Fantastici Quattro, Hulk, Iron Man, i Vendicatori, gli X-Men e Devil), rivoluzionando completamente il mondo dei comics americani con l'introduzione dei "supereroi con superproblemi", personaggi di natura complessa, con personalità sfaccettate, debolezze, difetti e preoccupazioni quotidiane simili a quelle dell'uomo comune, in totale rottura con i supereroi dei decenni precedenti. Introduce nel mondo dei fumetti anche tutta una serie di complesse tematiche sociali mai affrontate prima di lui. Negli anni settanta, Lee sfida apertamente le restrizioni della Comics Code Authority, portando a cambiamenti nelle sue politiche. Negli anni ottanta persegue con grande lungimiranza lo sviluppo delle proprietà Marvel in altri media.
Il suo successo permise alla Marvel di trasformarsi da piccola casa editrice nel più grande produttore di fumetti del mondo e in una grande azienda di stampo multimediale.
Lee è stato inserito nella Will Eisner Award Hall of Fame dell'industria dei fumetti nel 1994 e nella Jack Kirby Hall of Fame nel 1995. Ha ricevuto la National Medal of Arts della NEA nel 2008. Dal 2011 il suo nome è presente tra le celebrità della nota Hollywood Walk of Fame di Los Angeles.

## Biografia

### Primi anni ed esordi

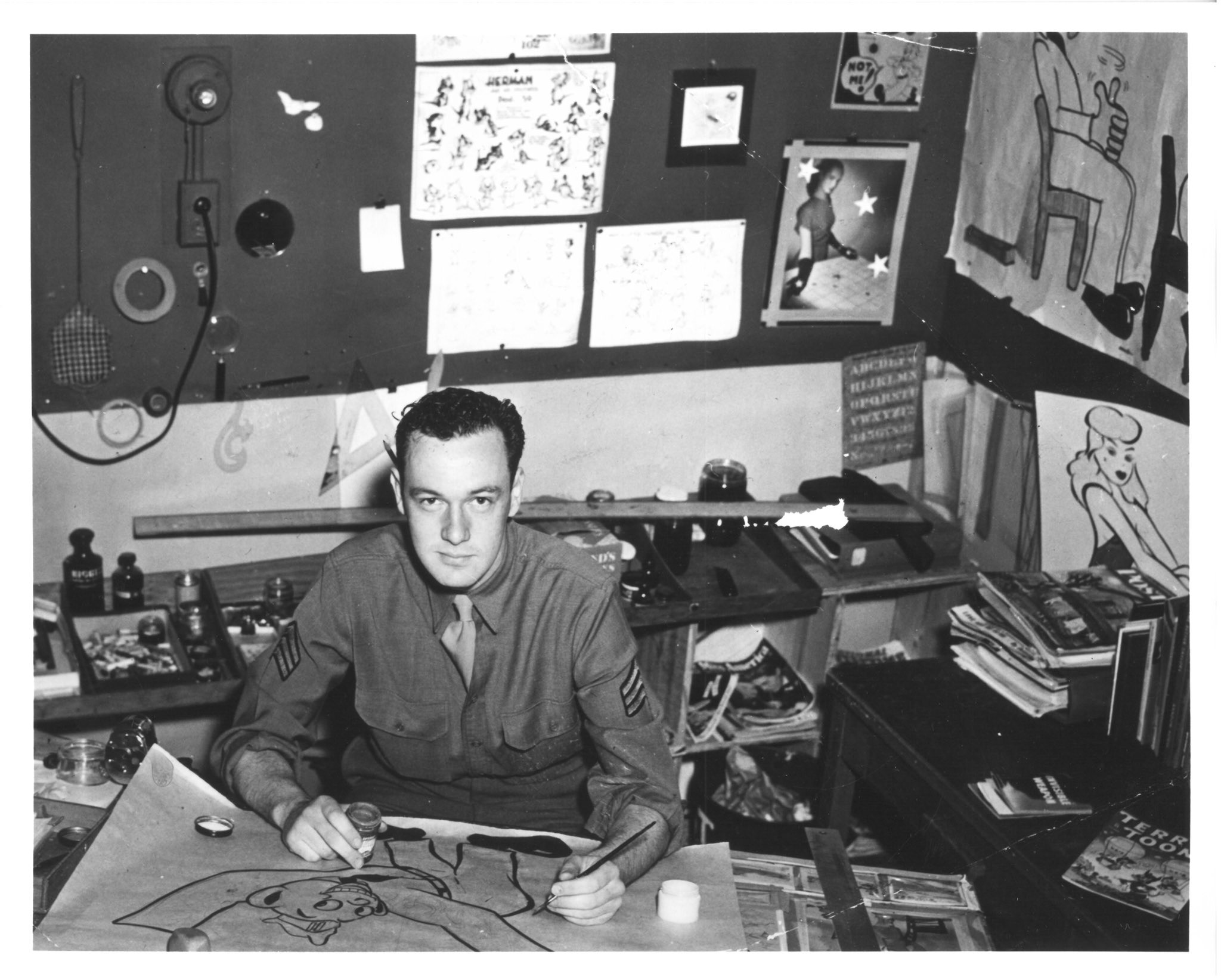
Stan Lee durante la seconda guerra mondiale

Stanley Martin Lieber era il figlio primogenito di Jack e Celia Lieber, immigrati ebrei di origine romena, che dopo aver ottenuto la cittadinanza si erano trasferiti a New York. Da bambino fu influenzato da libri e film, in particolare quelli con Errol Flynn che interpretava ruoli eroici. Da ragazzo, Lee cominciò a lavorare come addetto alle copie per Martin Goodman presso la Timely Comics, azienda che più in là sarebbe diventata la Marvel Comics. Il suo primo lavoro, una pagina di testo firmata con lo pseudonimo di "Stan Lee", fu pubblicato come riempitivo su un numero di Capitan America del 1941.
Fu presto promosso dal ruolo di scrittore di riempitivi a quello di sceneggiatore di fumetti completi, diventando così il più giovane editor nel campo, all'età di 17 anni. Dopo la seconda guerra mondiale, alla quale partecipò come membro dell'esercito statunitense, Lee ritornò alla sua occupazione presso quella che poi sarebbe diventata la Marvel Comics. A quel tempo, una campagna moralizzatrice portata avanti dallo psichiatra Fredric Wertham e dal senatore Estes Kefauver aveva accusato gli albi a fumetti di corrompere le menti dei giovani lettori con immagini di violenza e sessualità ambigua.
Le case editrici risposero alle accuse dotandosi di una regolamentazione interna particolarmente severa, che portò poi alla creazione del cosiddetto "Comics Code". Andò però a finire che verso la fine degli anni quaranta le vendite delle testate supereroistiche cominciarono a calare, e al 1952 solamente le testate di Superman, Batman e Wonder Woman, tutte appartenenti alla DC Comics, venivano ancora pubblicate regolarmente. Rimanendo alla Timely/Marvel nel corso degli anni cinquanta, Lee si occupò di molte testate di generi diversi. Alla fine del decennio, tuttavia, cominciò a sentirsi insoddisfatto del proprio lavoro, e prese in considerazione l'idea di abbandonare il campo fumettistico.

### La rivoluzione Marvel: i "supereroi con superproblemi"

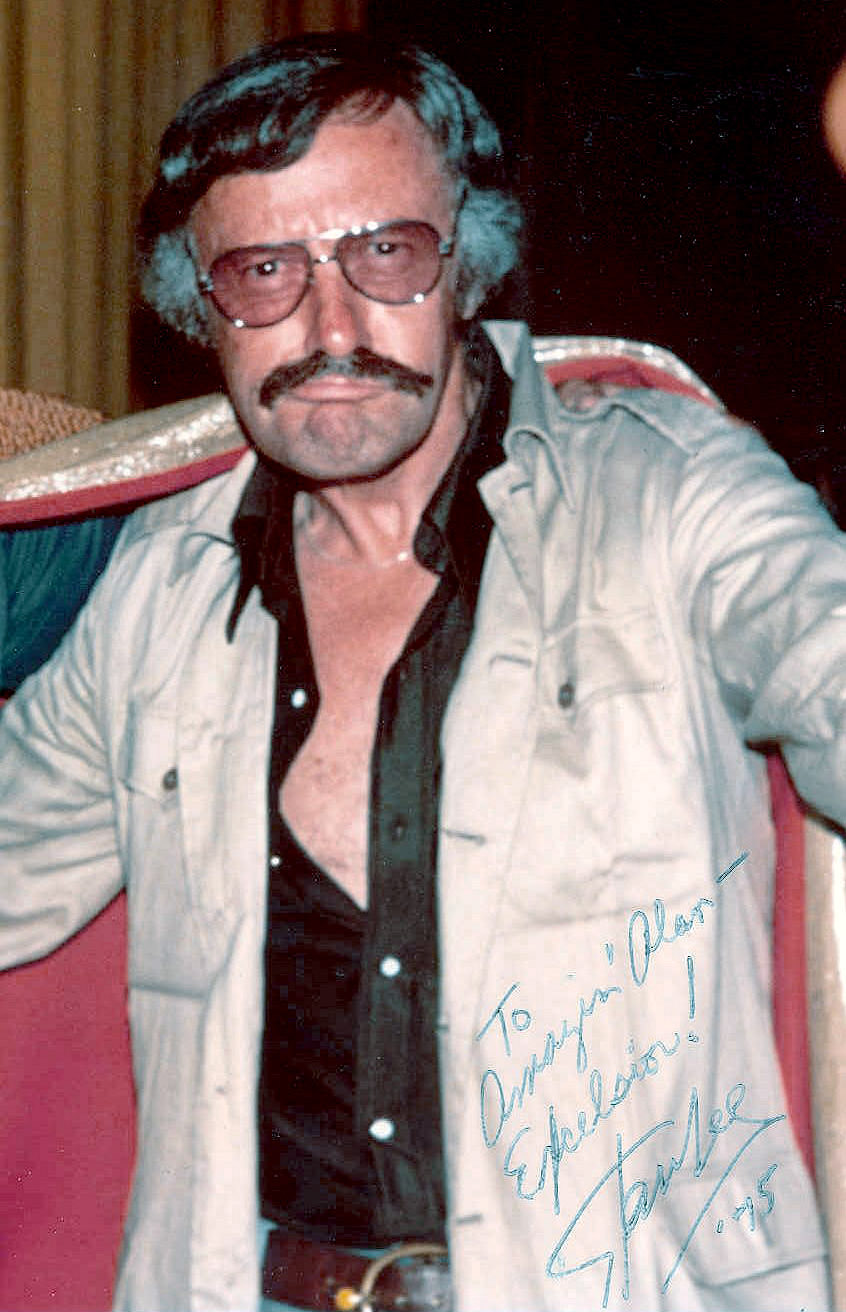
Stan Lee nel 1975

Verso la fine degli anni cinquanta, la DC Comics diede nuova linfa al genere supereroistico e sperimentò un buon successo con il supergruppo Justice League of America.
In risposta, Martin Goodman assegnò a Stan Lee il compito di creare un nuovo gruppo supereroistico. La moglie lo spinse a cimentarsi con le storie che preferiva. Dal momento che stava progettando di cambiare lavoro e non aveva nulla da perdere, Lee seguì il suo consiglio e di colpo la sua carriera cambiò completamente.
Il gruppo di supereroi che Stan Lee e il disegnatore Jack Kirby idearono fu la "famiglia" di eroi che compone i Fantastici Quattro, pubblicati per la prima volta nel 1961. L'immediato successo di questa testata portò Lee e gli illustratori della Marvel a cavalcare l'onda, producendo in pochi anni immediatamente successivi una moltitudine di nuovi titoli: nacquero Hulk (1962), Thor (1962), Iron Man (1963) e gli X-Men (1963) dalla collaborazione con Kirby, Devil (nell'originale Daredevil, 1964) con Bill Everett e il Dottor Strange (1963) con Steve Ditko, dalla cui collaborazione era nato anche il personaggio Marvel di maggior successo, l'Uomo Ragno, nel 1962.
Inoltre Stan Lee rispolverò e rinnovò alcuni dei supereroi ideati da altri autori negli anni trenta e quaranta, come Namor e Capitan America. Questi personaggi contribuirono a reinventare il genere supereroistico, secondo la formula dei "supereroi con superproblemi". Lee diede ai suoi personaggi una umanità sofferta, un cambiamento rispetto all'ideale di supereroe scritto tradizionalmente per i ragazzini. I suoi eroi avevano un brutto temperamento, apparivano malinconici ed erano vanitosi e avidi. Litigavano fra di loro, erano preoccupati dai conti da pagare e dall'impressionare le loro ragazze, e qualche volta si ammalavano pure. Esemplare fu la riscrittura che fece Lee di Capitan America, introducendolo nel 1964 come comprimario nella serie The Avengers, lo privò degli elementi nazionalistici e lo dotò di una sensibilità e un'umanità tutta nuova, rendendolo protagonista di storie di denuncia sociale e facendone l'incarnazione della coscienza dell'America degli anni sessanta in linea con il sentimento giovanile dell'epoca.
Prima di Lee i supereroi erano persone idealmente perfette senza problemi e senza difetti: Superman era così potente che nessuno avrebbe potuto ferirlo; Batman era un miliardario nella sua identità segreta (in seguito – soprattutto con la cosiddetta "British Invasion", cioè l'ingresso in scena di molti autori di origine britannica sulla scena statunitense – negli anni ottanta, anche in casa DC si puntò molto sull'umanizzazione dei personaggi, segno che la lezione di Lee era stata, se non apprezzata, accettata quasi come ineludibile). I supereroi di Lee catturarono l'immaginazione della giovane generazione che faceva parte della popolazione frutto del "baby-boom" successivo alla seconda guerra mondiale, e le vendite si impennarono.

### Il Metodo Marvel di creazione dei fumetti
Esempi di alcune delle tipiche espressioni adottate da Lee nel dialogo con i lettori:
- True Believers ("veri credenti"), riferito ai lettori affezionati;
- Face Front! (come dire "avanti march!"), ironica esortazione a continuare a divertirsi con la lettura di fumetti;
- Nuff Said (contrazione dell'inglese "Enough said", traducibile con e «tanto vi basti» oppure «abbiamo già detto abbastanza») usata solitamente nell'anticipazione del numero successivo per stimolare la curiosità;
- E naturalmente il celebre "grido di battaglia" Excelsior!.
- Un'altra interessante introduzione di Lee è l'uso di uno stile spiritoso per i rimandi a numeri precedenti o di altre collane. Invece di scrivere «vedi n. x della collana Y», Lee amava usare frasi del tipo «Come brillantemente raccontato in...» oppure «Un'altra epica narrazione in stile Marvel!». È un uso diventato consuetudine, adottato anche da alcuni curatori delle versioni italiane delle testate Marvel.

Durante gli anni sessanta Lee fu sceneggiatore, supervisore e direttore artistico per la maggior parte delle serie Marvel, moderò le pagine della posta, scrisse un redazionale mensile intitolato "Stan's Soapbox", e scrisse innumerevoli articoli promozionali, firmandoli sempre con il suo caratteristico "Excelsior!" (che è anche il motto dello Stato di New York).
Proprio nelle pagine di dialogo con i lettori, che sono un'altra innovazione dal punto di vista della confidenza concessa ai lettori, con cui Lee dialoga familiarmente, vengono introdotte alcune simpatiche espressioni, che hanno preso piede anche in Italia, diventate ormai gergo fumettistico. Per mantenere il suo pressante carico di lavoro rispettando le scadenze, usò un sistema adottato in precedenza da vari studi fumettistici, ma che grazie al successo ottenuto da Lee, oggi è conosciuto come il "Metodo Marvel" (Marvel method) o "Stile Marvel" (Marvel style) di creazione dei fumetti.
In Italia spesso i due termini, soprattutto il secondo, non vengono neanche tradotti, probabilmente per meglio esprimere l'"americanità" del concetto. Normalmente Lee aveva una prima discussione sulla storia con gli artisti e quindi preparava una sintesi schematica invece di una sceneggiatura completa. Basandosi sullo schema, il disegnatore avrebbe dovuto riempire il numero di pagine assegnategli, stabilendo e disegnando la composizione e successione delle vignette (in inglese story-telling; non c'è un'espressione italiana corrispondente ma il significato si può rendere con raccontare una storia con le immagini).
Dopo che il disegnatore aveva pronte le tavole, Lee avrebbe scritto i testi delle didascalie e delle nuvolette, e quindi controllato il lettering e il colore. In effetti il disegnatore era anche co-sceneggiatore (o, per essere più precisi, contribuiva alla stesura della trama), provvedendo a un primo abbozzo che Lee elaborava. Lee è detto da molti scrittori e fumettisti l'uomo che rivoluzionò i fumetti.

### Le dispute con Steve Ditko e Jack Kirby
Per via di questo sistema l'esatta divisione dei meriti creativi di Lee è ancora discussa, specialmente nei casi dei fumetti disegnati da Kirby e Ditko. Sebbene Lee si sia sempre profuso in elogi per questi due artisti, non si è mai potuto sapere se il loro contributo fosse più grande di quello che gli era stato riconosciuto.

#### L'Uomo Ragno
Stan Lee stava in quegli anni rivoluzionando il mondo dei comics ideando supereroi imperfetti, diversi da quelli del passato, erano supereroi con superproblemi; i suoi supereroi erano più umani, con i loro difetti, i dubbi, gli affanni, le passioni e gli errori di tutti gli esseri umani e con loro era più facile identificarsi. Con l'Uomo Ragno portò questa idea all'estremo, pensò a un supereroe con i poteri del ragno ma il cui alter ego era un adolescente pieno di problemi. Il fatto che fosse un adolescente che doveva convivere con i problemi quotidiani lo rese simpatico al pubblico rendendone possibile l'identificazione con il personaggio nonostante i suoi superpoteri.
(Stan Lee)
Nonostante lo spunto iniziale alla base fosse suo e i testi delle storie siano firmati da Stan Lee, all'epoca direttore della Marvel, l'Uomo Ragno è però in gran parte una creatura del disegnatore Steve Ditko in quanto Lee accennava a voce e in modo generico i soggetti al disegnatore che sulla base di questo li sceneggiava mentre li disegnava. Poi Stan Lee si occupava di scrivere i dialoghi seguendo quelli che il disegnatore aveva appuntato a matita nei margini delle vignette. In sostanza l'apporto di Stan Lee era limitato ma fu comunque fondamentale per la personalizzazione dei personaggi in particolare per le battute che fa dire all'Uomo Ragno durante le battaglie contro gli avversari e che lo distingueva dal resto dei supereroi.
Lee e Ditko però avevano anche opinioni diverse su come sviluppare il personaggio. La disputa con Ditko sull'Uomo Ragno fu per qualche tempo particolarmente aspra. Pare infatti che l'abbandono della testata ragnesca da parte del disegnatore dipendesse da tensioni creative sull'indirizzo delle storie da dare al "tessiragnatele" (in inglese web-slinger, gergo fumettistico). In sintesi Lee e Ditko, come sostengono varie fonti, non erano d'accordo sull'identità segreta di Goblin. Per Ditko non doveva essere Norman Osborn.
Come sostituto di Ditko, Lee aveva pensato da tempo a John Romita Sr., che avrebbe potuto dare secondo lui una svolta leggera alla serie. Romita infatti era un autore abile in questo genere, che poi sarebbe diventato il genere tipico delle sotto-trame di The Amazing Spider-Man, ottenendo un duplice effetto: abbandonare le trame troppo noir di Ditko e presentare al pubblico storie più romantiche e disegnate con uno stile molto più realistico.
Quindi qualche tempo prima che Ditko lasciasse la Marvel, Lee aveva incaricato Romita di sostituire Wally Wood su Daredevil, su sceneggiature dello stesso Lee. Il primo numero con il nome di Romita, il 12, pubblicato con data di copertina gennaio 1966, vide un picco di vendite. Nei numeri 16 e 17 della testata, apparve come ospite proprio l'Uomo Ragno. Romita non aveva mai letto le storie dell'Uomo Ragno, e avrebbe raccontato che, quando Lee gli presentò una pila con tutti gli albi fino ad allora pubblicati – una trentina – lui esclamò: «Sembra divertente. Sembra un Clark Kent adolescente». La presenza di Spider-Man in quelle storie ovviamente non fu un caso: Lee temeva che il disegnatore della sua testata, Steve Ditko, avrebbe potuto lasciare la Marvel nel breve, essendo in rotta con lui da tempo, e voleva testare Romita come possibile sostituto.
Così, quando nell’estate del 1966 Ditko abbandonò davvero la Marvel, Romita divenne il nuovo disegnatore di The Amazing Spider-Man, dopo soli otto numeri di Daredevil. Nelle sue prime storie, Romita provò a imitare lo stile del suo predecessore, convinto che questi avrebbe presto chiarito i suoi problemi con Lee e sarebbe tornato a disegnare Spider-Man. Invece, Romita sarebbe rimasto sulla testata per molti anni con vari ruoli, contribuendo a rimodernare il personaggio, a crearne altri divenuti fondamentali per l’universo Marvel come Kingpin e sua moglie Vanessa (modellata sulla Dragon Lady di Milton Caniff) e dando spessore e contemporaneità a personaggi femminili come Gwen Stacy e Mary Jane Watson. Col tempo l'affiatamento tra Lee e Romita si fa sempre più stretto, portando a storie sempre più realistiche e vicine al mondo giovanile e studentesco.
Nel periodo di John Romita la serie The Amazing Spider-Man arriva all'apice del successo. Romita porta una ventata di freschezza e di gusto estetico moderno nella serie dell'Uomo Ragno, molto apprezzata dai lettori, unendo la perfezione del disegno anatomico e dinamico ad un generale "lifting" dei personaggi. Infatti, pur rispettando le caratterizzazioni originarie di Steve Ditko, l'aspetto di Peter Parker diviene molto più gradevole, ed il suo fisico più prestante e maturo, perde l'aria da secchione rachitico e diviene più sicuro di sé, acquisendo allo stesso tempo un look in abiti civili – nel taglio di capelli e nel vestiario – più moderno e in linea con gusti e moda dei giovani di quegli anni, rispetto allo stile rétro di Ditko, andando anche oltre le aspettative di Lee. Lo stesso avviene per tutti gli altri personaggi, con una cura ed una passione particolare per quelli femminili, che Romita rende molto più glamorous, esaltando la bellezza anglosassone di Gwen Stacy, la seconda fidanzata di Peter Parker, e dando un aspetto mozzafiato alla rossa Mary Jane Watson, destinata a diventare la futura moglie del supereroe.
Circa un anno dopo l'esordio di Romita su The Amazing Spider-Man, la serie superò in cima alle classifiche di vendita Fantastic Four, la testata "ammiraglia" della Marvel, diventando la testata più venduta della Marvel Comics. Il suo Spider-Man riuscì a superare in popolarità anche quello del leggendario Ditko. I suoi disegni contribuirono a far crescere il successo del Tessiragnatele che in poco tempo divenne popolarissimo soprattutto tra i ragazzi e gli adolescenti, e successivamente vera e propria icona pop. L'interpretazione di Romita dell'Arrampicamuri è quella che è stata tra la fine degli anni '60 e per tutti gli anni '70, il volto di Spider-Man anche nel merchandising.

#### Silver Surfer e la parodiaFunky Flashman
Kirby aveva introdotto il personaggio di Silver Surfer nel fumetto dei Fantastici Quattro nel 1966, quando visualizzò uno scintillante araldo per il divoratore di pianeti Galactus. Stan Lee decise però di sviluppare a suo modo la figura di Silver Surfer con John Buscema in una nuova serie a fumetti. La magniloquenza di Lee e le figure melodrammatiche di Buscema ridefinirono Silver Surfer nel suo fumetto solista, rivelando un tragico alieno imprigionato sulla terra, che dispera della disumanità dell'umanità in soliloqui angosciati e tuttavia lotta in nostra difesa. Il nobile surfista espresse molti dei sentimenti di alienazione e protesta della giovane America. Il taglio maturo dato alla narrazione, il lirismo dei testi e le inusuali inquadrature di Buscema, fecero della serie di Silver Surfer un grande successo di critica, tanto che la serie vinse per due anni consecutivi, nel 1968 e nel 1969, il prestigioso premio Alley. Il pubblico però, probabilmente impreparato ai toni adulti e di denuncia della serie, piano piano si allontanò dal personaggio, inducendo la Marvel dopo 18 numeri a decretarne la sospensione. La scelta di Buscema ebbe effetti importanti sul futuro della Marvel. Quando Lee scelse il perfezionista Buscema per la serie, Kirby si sentì oltremodo amareggiato e Silver Surfer restò di fatto il motivo scatenante del divorzio della coppia d'oro (Stan Lee e Jack Kirby) e del suo addio alla Marvel alla fine degli anni sessanta.
Kirby, più estroverso e sanguigno dell'intellettuale Ditko (che rilasciava ben poche dichiarazioni pubbliche), mise in atto una vendetta per il tramite del medium amato da entrambi i contendenti. Durante il periodo di collaborazione con la DC Comics creò, come irriverente parodia di Stan Lee, il personaggio Funky Flashman (funky può significare sia eccentrico sia maleodorante e anche assurdo; flashman è un nome di fantasia, traducibile con uomo lampo, che potrebbe riferirsi alla sbrigatività con cui Lee si prendeva meriti non suoi secondo il parere di Kirby). Con la sua iperbolica parlantina, il suo vistoso parrucchino, la sua barba alla moda della Manhattan degli anni settanta (uno stile che Lee esibiva in quel periodo), questo "ciarlatano perditempo" appare la prima volta sulle pagine di Mister Miracle.
Alla fine però ci fu una sorta di riconciliazione, quanto meno Kirby smise di avere un atteggiamento ostile e parlar male di Lee. I motivi possono essere due:
- perché li legava una collaborazione più ampia (l'Uomo Ragno è uno dei pochi personaggi a cui Kirby abbia dato minimi apporti, praticamente è il co-creatore di quasi tutto l'Universo Marvel);
- perché il problema principale di Kirby non era principalmente artistico quanto economico; infatti Kirby reclamava i diritti sulle sue opere che la Marvel non voleva riconoscergli, per cui più che un problema tra Lee e Kirby era forse un problema tra Kirby e la Marvel. All'epoca, i disegnatori venivano pagati poco per le loro opere e i diritti d'autore restavano alla casa editrice; a partire dagli anni novanta la situazione è nettamente cambiata, con enormi mutamenti e lo sviluppo significativo di case editrici indipendenti, e soprattutto il riconoscimento agli autori di diritti sulle opere, anche da parte delle cosiddette Majors (cioè Marvel e DC Comics). Kirby tornò infatti alla Marvel con un nuovo contratto dopo avere lasciato la DC e collaborò nuovamente con Lee.

Inoltre Kirby tornò a collaborare con Lee anche dopo il successivo abbandono definitivo della Casa delle Idee, per realizzare la serie animata I Nuovi Fantastici Quattro.

### Il caso Comics Code
Nel 1971 Lee riformò indirettamente il Comics Code. Il Dipartimento per la Salute, Educazione e Assistenza Pubblica chiese a Lee di scrivere una storia sui pericoli che derivavano dall'uso di droghe: egli scrisse una storia in cui il migliore amico dell'Uomo Ragno (per inciso: Harry Osborn, figlio di Norman) diventa dipendente dalle pasticche. La storia doveva essere pubblicata su Amazing Spider-Man n. 96 (tradotto in Italia per la prima volta, e poi ristampato più volte, su L'Uomo Ragno - Editoriale Corno - n. 97), ma l'Autorità per il Comics Code la rifiutò perché veniva rappresentato al suo interno l'uso di droghe.
In particolare, per la prima volta la storia conteneva il termine "stoned" ("fatto"), tipico del gergo dei tossicodipendenti, che non venne accettato dall'Autorità preposta: il contenuto della storia fu considerato irrilevante. Con l'appoggio del suo editore, la Marvel pubblicò il fumetto senza il bollino di approvazione del Comics Code. Il numero vendette bene e la Marvel guadagnò elogi per aver dimostrato una coscienza sociale. In conseguenza di ciò, l'Autorità per il Comics Code consentì l'applicazione del bollino a storie che dipingevano negativamente l'uso di droghe, oltre ad altre liberalizzazioni, allentando così la sua influenza sui contenuti delle storie a fumetti.

### La diversificazione dell'offerta Marvel e il sorpasso della DC
Il 1972 è un anno fondamentale nella storia del fumetto americano. In quanto non solo vede lo storico sorpasso della Marvel Comics nei confronti della rivale DC Comics, ma vede un'ulteriore evoluzione della Marvel nel senso di una diversificazione dei generi e di una attenzione più marcata e critica sui problemi della criminalità e sociopolitici in generale.
Stan Lee, non più impegnato nel ruolo di scrittore di serie regolari, ma con un ruolo di editore e direttore creativo, decide infatti insieme al suo vice Roy Thomas di iniziare una diversificazione dell'offerta, con l'obiettivo di lanciare nuove serie e personaggi che riflettano lo spirito e le tendenze del nuovo decennio. Inizia quindi una nuova fase dell'era Marvel che vuole imporre nuovi eroi, differenti e più attuali rispetto a quelli degli anni sessanta quali Fantastici Quattro, Uomo Ragno, Avengers, X-Men.

#### La prima serie a fumetti con protagonista un supereroe afroamericano
In questo contesto avviene la nascita della prima serie a fumetti con protagonista un supereroe afroamericano, Luke Cage.
Stan Lee è diversi anni che vorrebbe lanciare una serie con protagonista un supereroe afroamericano. Inizialmente aveva pensato a Pantera Nera, creato insieme a Jack Kirby sulle pagine di Fantastic Four, ma l'idea è stata più volte respinta dal management della casa editrice anche per l'assonanza del nome con il gruppo politico radicale Black Panther, noto per le proteste e le rivendicazioni per i diritti delle persone di colore negli anni sessanta.
Nel 1971 il film a basso budget Shaft, con protagonista un detective afroamericano alla prese con la criminalità urbana newyorkese, ottiene un clamoroso successo e nasce un nuovo genere che il presidente della NAACP Junius Griffin definisce Blaxploitation, caratterizzato da tematiche quali personaggi maschili o femminili dalla forte personalità e di origine afroamericana, ambiente urbano in degrado, un bisogno di giustizia anche per i quartieri più malfamati, attenzione ai problemi sociali delle classi meno abbienti. A questo si aggiunge la volontà di rendere esplicite e realistiche le scene di violenza e di sesso. Stan Lee è favorevolmente colpito dalla popolarità raggiunta da queste opere cinematografiche e interpella Roy Thomas per creare insieme un supereroe afroamericano che si ispiri alle tematiche del nuovo genere e possa imporsi nel panorama fumettistico. Roy Thomas e Stan Lee decidono di rivolgersi ad Archie Goodwin che aveva già lavorato su diversi personaggi a fumetti afroamericani per i Warren Magazines. Il design originale del nuovo supereroe, Luke Cage, viene concepito da John Romita Sr., la cintura di catena è stata però voluta dallo stesso Stan Lee in quanto elemento che richiama le origini del personaggio. Il protagonista è invulnerabile ai proiettili e ha una forza superiore alla norma ma è comunque vulnerabile alle armi di alto calibro e non convenzionali. Lee e Thomas infatti non vogliono un supereroe troppo forte o invincibile e quindi più umano rispetto a personaggi come La Cosa, Thor o Hulk. La storia d'esordio del personaggio su Luke Cage, Hero for Hire (vol. 1) n. 1, del giugno 1972 scritta da Goodman con i disegni George Tuska attira immediatamente l'attenzione per essere ambientate in una New York più realistica e criminosa rispetto a quella normalmente descritta negli altri albi Marvel del periodo. La serie pur non rientrando tra le hit della casa editrice desta comunque un interesse degli autori e dei lettori. Il personaggio di Luke Cage imprime l'impulso per la creazione di diversi personaggi afroamericani, dando anche la possibilità a Stan Lee e Roy Thomas di realizzare finalmente un progetto rimasto incompiuto da diversi anni, ovvero una serie dedicata a Pantera Nera. Infatti nel 1973 Pantera Nera diventa protagonista della testata Jungle Action, coi testi di Don McGregor e i disegni di Rich Buckler, Gil Kane, e soprattutto Billy Graham, primo disegnatore afroamericano della Marvel, che aveva già tenuto a battesimo Luke Cage, inchiostrando e rifinendo le matite di George Tuska, e che poi era arrivato anche a disegnare e sceneggiare in autonomia la serie Luke Cage, Hero for Hire.

### Lo Stile Marvel di disegno dei fumetti
Nel 1978 Stan Lee sceglie John Buscema per affiancarlo nel filmato How to Draw Comics the Marvel Way e nella stesura del corrispondente manuale. Lo stile di disegno di Buscema viene celebrato da Lee, parlando di lui dice: "Se Michelangelo avesse scelto di disegnare storyboard con matita e penna, il suo stile sarebbe stato vicino a quello di Big John". E anche: "Dovevo solo dargli un nocciolo breve di una trama, e lui l'avrebbe arricchita con le sue magnifiche illustrazioni". Con la realizzazione di questo filmato e di questo manuale Lee riconosce pubblicamente lo stile di disegno di Buscema come lo "Stile Marvel" di disegno dei fumetti. Pubblicato nel 1978 dalla Marvel Fireside Books, il manuale è stato ristampato per trent'anni. Ancora oggi viene considerato come "uno dei migliori manuali istruttivi sulla creazione dei fumetti mai prodotto".

### La prima graphic novel della Marvel
Sempre nel 1978 viene pubblicata come parte della serie Marvel Fireside Books l'ultima collaborazione fumettistica di Jack Kirby (tornato nel frattempo alla Marvel) con Stan Lee, The Silver Surfer: The Ultimate Cosmic Experience, che è considerata la prima graphic novel della Casa delle Idee.

### Le migliori storie di Stan Lee
Nel 1999 Lee ha rilasciato un'intervista alla rivista Wizard in cui elencava le 5 migliori storie che secondo lui aveva realizzato nella sua carriera:
- The Amazing Spider-Man (Vol. 1) n. 32-33, gennaio-febbraio 1966: storia disegnata da Steve Ditko. Lee apprezza la tensione e il dramma che si viene a creare quando l'Uomo Ragno è imprigionato in fin di vita sotto le macerie di un laboratorio.
- Daredevil (Vol. 1) n. 47, dicembre 1968, titolo Originale: Brother, Take my hand: la storia racconta dell'incontro di Devil (supereroe non vedente) con un reduce afro-americano che ha perso la vista nella guerra del Vietnam.
- Fantastic Four (Vol. 1) n. 51, giugno 1966, Titolo Originale: This Man, This Monster: i disegni sono di Jack Kirby (matite) - Joe Sinnott (chine). La storia narra di un supercriminale che prende il posto di Ben Grimm come la Cosa ma alla fine si redime salvando lo stesso Reed Richards. A Lee piace molto il personaggio la Cosa e lo considera una delle sue creazioni più riuscite.
- The Silver Surfer (miniserie di 2 numeri) dicembre 1988 - gennaio 1989, titolo originale: Parable: è una miniserie uscita per l'etichetta Epic Comics (imprint della Marvel Comics). I fumetti pubblicati all'interno di questa linea editoriale non avevano il timbro del Comics Code Authority e quindi vi era più libertà creativa sulle tematiche trattate e su eventuali situazioni che potevano non essere adatte a un pubblico di tutte le età. La distribuzione della miniserie non avviene nelle edicole ma attraverso il circuito librario e dei negozi specializzati. Il disegnatore è Jean Giraud, conosciuto come Moebius. Lee esplora la percezione che un essere normale può avere di un supereroe potente come Silver Surfer. Questi può viaggiare nel cosmo e manipolare l'energia cosmica, oltre ad essere praticamente immortale. In questa storia, dopo aver salvato un pianeta viene elevato dai suoi abitanti al rango di Dio. A livello editoriale (dal punto di vista creativo) siamo negli anni del Revisionismo del Supereroe, iniziato con il processo di rinnovamento portato da Alan Moore su Miracleman e poi con l'opera originale Watchmen (periodo 1982-1993). Lee prende spunto da queste opere per presentare Silver Surfer in una versione revisionista.[41] La trama può essere considerata il testamento fumettistico di Stan Lee (lo sceneggiatore riversa nel plot alcuni dei temi a lui più cari, come l'emancipazione, la rivalsa del più debole sul più forte, la giustizia e la speranza).[42][43][44]
- The Mighty Thor (Vol. 1) n. 154, luglio 1968, titolo originale: To Wake The Mangog: di questa storia Lee apprezza la scena in cui Thor incontra un gruppo di hippies. Il Dio del Tuono dice loro che non c'è nulla di male a ribellarsi al sistema ma non si può cambiare niente standone al di fuori e vivendo senza obiettivi. Invece bisogna rimanere nel sistema e lottare per cambiarlo dall'interno.

### Carriera successiva

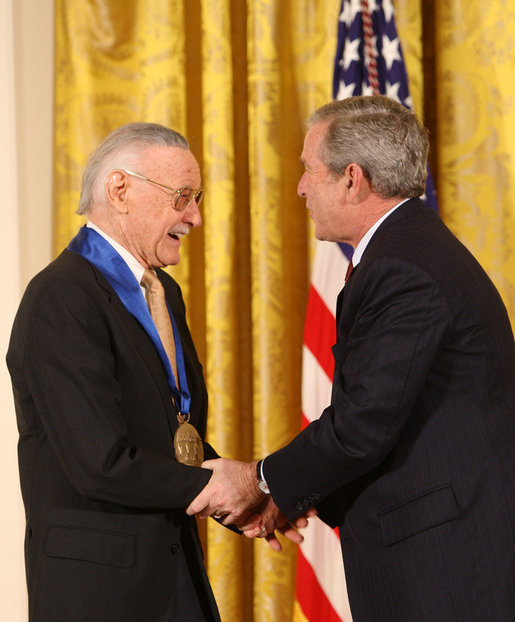
Lee premiato dal Presidente George W. Bush con la National Medal of Arts, 2008

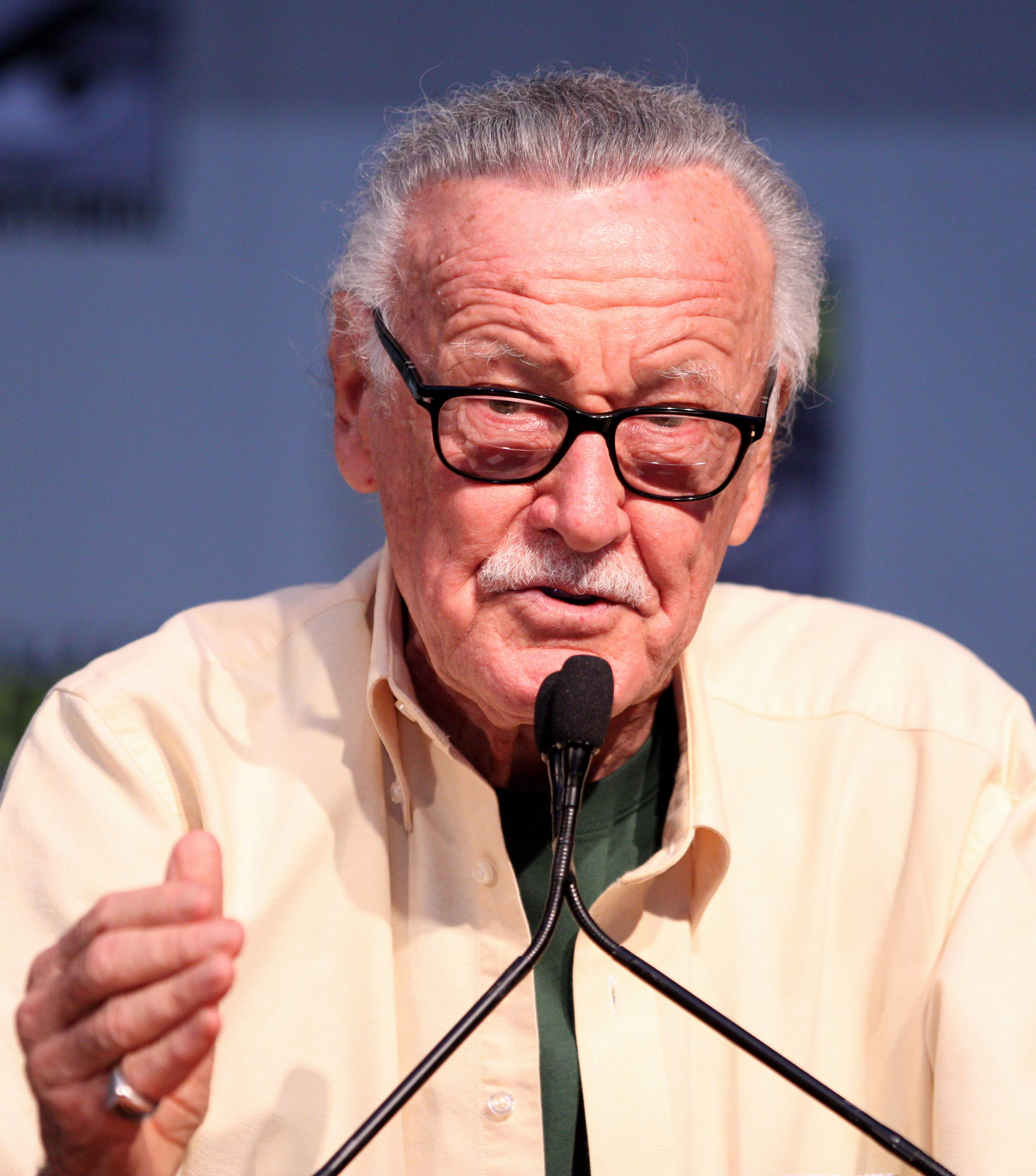
Stan Lee al Comic-Con del 2010

Negli ultimi anni Lee è diventato per la Marvel una figura di prestigio e la sua immagine pubblica fa apparizioni alle convention (riunioni, convegni) di fumetti in giro per gli Stati Uniti, intervenendo e partecipando a dibattiti. Ha partecipato anche a 3 convention in Italia: nel 1976 a Lucca e nel 1993 a Napoli e, di nuovo, a Lucca. Si è anche trasferito nel 1981 in California per sviluppare le proprietà televisive e cinematografiche della Marvel. Non ha abbandonato completamente la carriera di scrittore sceneggiando fra le altre cose le strisce per i quotidiani dell'Uomo Ragno, iniziate nel 1977, insieme con John Romita Sr.
Nel 1992 promuove la linea Marvel 2099, un futuro "ufficiale" dell'universo Marvel, di cui scrive anche una delle collane (Ravage 2099). Durante il boom delle dot-com, Lee prestò il suo nome e la sua immagine a StanLee.Net, una compagnia multimediale online amministrata da altri. Ciò nel tentativo di miscelare animazioni internet con le tradizionali strisce a fumetti, ma sfortunatamente la compagnia acquisì una brutta reputazione per la cattiva gestione e la dubbia contabilità, fallendo in breve tempo.
Nel 2000, Stan Lee realizzò il suo primo lavoro per la DC, lanciando la serie Just Imagine... (in parte tradotta in italiano dalla Play Press), in cui reinventa numerosi supereroi DC, compresi Superman, Batman, Wonder Woman, Lanterna Verde e Flash.
Nel 2001 ha pubblicato il romanzo di fantascienza The Alien Factor.
Nel 2003 ha ideato e prodotto la serie supereroistica osé a cartoni animati Stripperella per Spike TV, e nel 2004 progetta di collaborare con Hugh Hefner su una serie simile di supereroi con la partecipazione delle "conigliette" di Playboy.
Nell'agosto del 2004, Lee annuncia il lancio di Stan Lee's Sunday Comics ospitato da Komicwerks.com, dove gli abbonati mensili possono leggere un nuovo fumetto ogni domenica. In aggiunta, Stan's Soapbox appare qui come rubrica settimanale che affiancherà le strisce domenicali. Successivamente la VIZ Media ha annunciato che la loro partner Shueisha pubblicherà il prologo di Ultimo, scritto da Stan Lee e Hiroyuki Takei.
Dal 2010 al 2014 Lee conduce insieme a Daniel Browning Smith il programma televisivo Stan Lee's Superhumans, che viene trasmesso in Italia sul canale History Channel su Sky. In questa serie Lee manda Daniel in giro per il mondo alla ricerca di superuomini con poteri straordinari, a volte eseguendo su di loro misurazioni e esperimenti scientifici. La Virgin Comics aveva annunciato che Lee avrebbe scritto per loro una nuova serie su un gruppo di supereroi costituito da dieci elementi.
Al Comic-Con International del 2016, Lee presenta la sua graphic novel Stan Lee's God Woke, con il testo originariamente scritto come un poema e presentato alla Carnegie Hall nel 1972. La versione cartacea ha vinto il premio Outstanding Books of the Year Independent Voice Award degli Independent Publisher Book Awards 2017.
L'ultimo progetto di Stan Lee è stato la serie animata supereroistica Superhero Kindergarten (ispirata al film Un poliziotto alle elementari), ideata da Stan Lee, grande ammiratore di Arnold Schwarzenegger, e realizzata da POW! Entertainment. Già in precedenza Schwarzenegger e Stan Lee avevano lavorato insieme al progetto The Governator che avrebbe dovuto debuttare nel 2012, ma il tutto naufragò a causa dello scandalo famigliare che coinvolse l'attore quando si scoprì che aveva avuto un quinto figlio, Joseph Baena, da una relazione extraconiugale.

### Morte
Lee è morto il 12 novembre 2018, sei settimane prima del suo 96º compleanno, presso il Cedars-Sinai Medical Center di Los Angeles, in California, dopo il ricovero avvenuto all'inizio della giornata. All'inizio di quell'anno, Lee rivelò al pubblico che stava combattendo la polmonite, a febbraio fu portato in ospedale per un peggioramento delle sue condizioni. La causa della morte elencata sul certificato di morte è stata per arresto cardiaco con insufficienza respiratoria e insufficienza cardiaca congestizia come cause sottostanti. Inoltre è stato scritto che soffriva di "polmonite da aspirazione". Il suo corpo è stato cremato e le sue ceneri sono state date a sua figlia.
Roy Thomas, che successe a Lee come caporedattore della Marvel, aveva visitato Lee due giorni prima della sua morte per discutere del libro in uscita The Stan Lee Story, e dichiarò: "Penso che fosse pronto a partire. Ma stava ancora parlando di fare più cameo. Fintanto che aveva l'energia per farlo e non doveva viaggiare, Stan era sempre pronto".

## Camei
Stan Lee è rinomato per le sue apparizioni in quasi tutte le produzioni della Marvel, siano esse film, serie televisive e cartoni animati. Appare anche in film di altre produzioni.

### Nei film Marvel

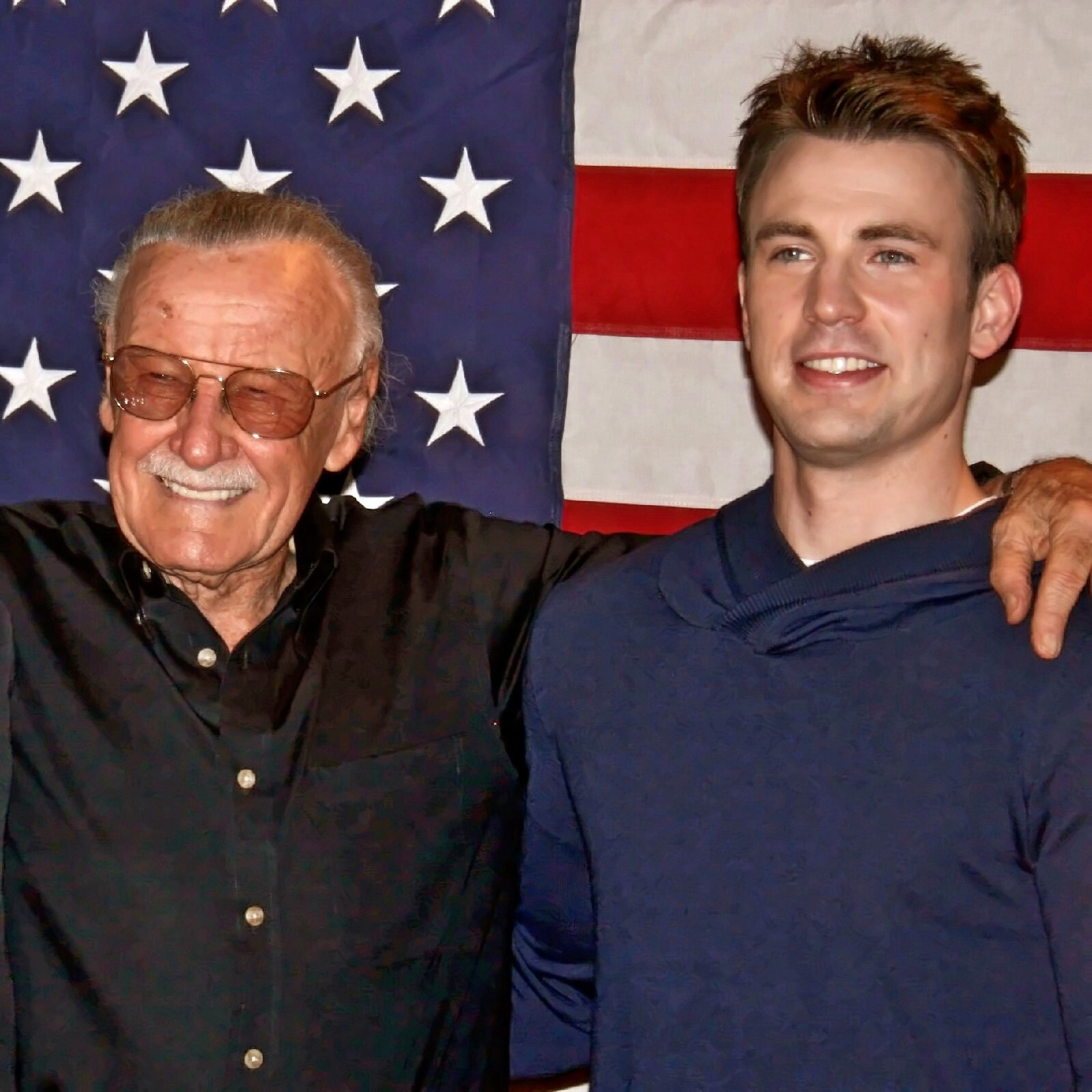
Stan Lee e Chris Evans (interprete di Captain America nel Marvel Cinematic Universe e della Torcia Umana nei due film sui Fantastici Quattro diretti da Tim Story) al Comic-Con del 2011

- In Processo all'incredibile Hulk compare come presidente della giuria (1989).
- In X-Men è un venditore di hot dog su una spiaggia (2000).
- In Spider-Man appare come astante al World Unity Festival (2002).
- In Daredevil lo si vede mentre attraversa la strada leggendo un quotidiano e rischia di venir investito, ma si salva grazie a Matt Murdock che lo avvisa (2003).
- In Hulk veste i panni di una guardia giurata che esce da un palazzo assieme all'attore Lou Ferrigno, che interpretava il gigante verde nella serie TV L'incredibile Hulk (2003).
- In Spider-Man 2 è un passante che scansa delle macerie, mentre salva una ragazza (2004).
- In I Fantastici 4, recita il suo primo vero ruolo, nella parte di Willie Lumpkin, il postino gentile del supergruppo (2005).
- In X-Men - Conflitto finale innaffia il giardino (2006).
- In Spider-Man 3 è un passante che dà consigli a Peter Parker (2007).
- In I Fantastici 4 e Silver Surfer interpreta se stesso in un siparietto: quando è il suo momento di farsi riconoscere tra gli invitati al matrimonio di Mister Fantastic e della Donna invisibile, l'addetto alla lista degli invitati lo caccia non credendogli quando si presenta (2007). In questo cameo si può riconoscere un riferimento alla storia "Caos al Baxter Building".
- In Iron Man il protagonista Tony Stark lo confonde con il "patron" di Playboy Hugh Hefner. Infatti Lee veste la tipica vestaglia indossata abitualmente dall'editore (2008).
- In L'incredibile Hulk beve la bevanda contaminata dal DNA di Bruce Banner che porterà alla individuazione di quest'ultimo in Brasile (2008).
- In Iron Man 2 interpreta Larry King e appare nella sequenza girata dal punto di vista di Tony Stark, appena esce dal palcoscenico della Stark Expo (2010).
- In Thor interpreta un uomo che cerca di estrarre il Mjolnir dalla roccia, legandolo al suo pick up (2011).[67]
- In Captain America - Il primo Vendicatore è un anziano ufficiale dell'esercito che assiste in prima fila alla cerimonia di premiazione per la medaglia al valore attestata a Captain America (2011).
- In The Avengers appare come un signore intervistato, che esprime il suo parere sul fatto che non possano esistere supereroi (2012).[68]
- In The Amazing Spider-Man compare come un signore tranquillamente intento a sfogliare dei tomi nella biblioteca scolastica della Midtown Science High School, le cui cuffie per la musica gli impediscono di notare Spider-Man e Lizard combattere selvaggiamente alle sue spalle (2012).[69]
- In Iron Man 3 è un giudice ad un concorso di bellezza (2013).
- In Thor: The Dark World è uno degli anziani dell'ospedale psichiatrico (chiede al dottor Erik Selvig di restituirgli la sua scarpa) (2013).
- In Captain America: The Winter Soldier è una guardia dello Smithsonian (2014).
- In The Amazing Spider-Man 2 - Il potere di Electro interpreta un uomo seduto nella platea che riconosce Peter Parker alla cerimonia di consegna dei diplomi (2014).
- In Guardiani della Galassia interpreta un cittadino dongiovanni di Xandar (2014).
- In Avengers: Age of Ultron interpreta un veterano della Seconda guerra mondiale che partecipa alla festa degli Avengers. Si ubriaca bevendo un liquore invecchiato mille anni offertogli da Thor (2015).
- In Ant-Man interpreta un barista alla fine del film (2015).
- In Deadpool interpreta un presentatore in uno strip club che introduce le spogliarelliste mentre Wade Wilson sta cercando la bella Vanessa che lavora nel club (2016).
- In Captain America: Civil War interpreta un autista della FedEx (2016).
- In X-Men - Apocalisse interpreta un uomo che insieme alla moglie guarda i missili nucleari lanciati in aria da Apocalisse (2016).
- In Doctor Strange interpreta un passeggero di un autobus (2016).
- In Guardiani della Galassia Vol. 2 interpreta un astronauta su un asteroide intento a parlare con tre osservatori (2017).
- In Spider-Man: Homecoming interpreta un simpatico vecchietto che si affaccia ad una finestra disturbato dalle azioni del giovane Spider-Man (2017).
- In Thor: Ragnarok interpreta un barbiere che taglia i capelli ad un riluttante Thor (2017).
- In Black Panther interpreta un giocatore del casinò (2018).
- In Avengers: Infinity War interpreta l'autista dell'autobus dal quale Spider-Man scappa per andare a combattere (2018).
- In Deadpool 2 compare in un cartellone pubblicitario sopra un palazzo della città. Inoltre compare personalmente in uno dei trailer rivolgendosi al protagonista e lodando il suo costume per poi venir zittito dallo stesso Deadpool (2018).
- In Ant-Man and the Wasp compare nei panni di un signore, che assiste allo scontro tra Ant-Man e Wasp contro gli uomini del criminale Sonny Burch (2018).
- In Venom appare nella scena finale parlando con Eddie Brock (2018).
- In Spider-Man - Un nuovo universo appare nella sequenza in cui Miles compra una tuta da Spider-Man: il venditore ha le fattezze e la voce di Lee e il negozio si chiama "L'emporio di Stan" (2018).
- In Captain Marvel appare come passeggero del treno su cui si affrontano Carol Danvers e uno Skrull (2019); inoltre il tradizionale logo dei Marvel Studios è stato modificato per contenere immagini e filmati dei suoi vari cameo come omaggio dopo la morte.
- In Avengers: Endgame appare durante una scena ambientata nel 1970, dove guida un'auto ascoltando musica rock a tutto volume (2019).
- In Spider-Man: No Way Home, anche se Lee non appare nel film, la sceneggiatura del film indica che un sosia di Lee avrebbe dovuto fare un cameo alla fine del film quando Peter Parker tenta senza successo di riconnettersi con Michelle "MJ" Jones e Ned Leeds.[70] In un easter-egg realizzato dal team VFX del film, il compleanno di Lee viene utilizzato come targa di un taxi nella scena di combattimento sul ponte del film (2021).[71]
- In Guardiani della Galassia Vol. 3, James Gunn originariamente intendeva che il personaggio Lambshank fosse doppiato e modellato su Lee. Dopo la morte di Lee, Lambshank è stato interpretato da Gunn (2023).[72]
- In Deadpool & Wolverine, Lee fa un'apparizione postuma in una pubblicità per Stanlee Steamer, parodia di Stanley Steemer. L'annuncio mostra un'immagine dello stesso Lee, con lo slogan "Il tuo amichevole pulitore di quartiere" (riferendosi allo slogan di Spider-Man), oltre a mostrare il suo anno di nascita 1922. Lee appare anche in filmati d'archivio utilizzati per un montaggio nei titoli di coda per il film (2024).

Lee ha dichiarato: «Amo recitare in questi cameo. Infatti sono molto arrabbiato per il fatto che non ci siano state particine per me in Batman Begins o Superman Returns». Nel 2016 definì il cameo in Deadpool come il suo preferito, ma poi cambiò idea a favore di quello in Avengers: Age of Ultron.

### Nelle serie TV Marvel
- In Agents of S.H.I.E.L.D. compare nell'episodio Il treno.
- In Agent Carter compare nell'episodio Il pulsante Blitzkrieg leggendo il giornale a fianco ad Howard Stark.
- In Agents of S.H.I.E.L.D.: Double Agent Stan Lee compare nel ruolo di Mastermind, ovvero il clone malvagio di Stan Lee (Lan Stee).
- In Agents of S.H.I.E.L.D.: Slingshot compare nel primo episodio in un ritratto in una scatola.
- Pur non apparendo di persona, nelle serie Netflix compare in foto o cartelloni come il personaggio Irving Forbush[76], capitano del New York City Police Department e successivamente volto della Forbush and Associates:
  - Nel tredicesimo episodio della prima stagione di Daredevil e nel settimo della prima stagione di Jessica Jones compare in un ritratto appeso alla parete del commissariato di polizia;
  - Nel secondo episodio della seconda stagione di Daredevil compare in un ritratto sul muro dietro a Karen Page e Foggy Nelson;
  - Nel dodicesimo episodio della prima stagione di Luke Cage compare in un manifesto della polizia che invita a denunciare i crimini;
  - Nel tredicesimo episodio della prima stagione di Iron Fist in un manifesto che invita al reclutamento nella polizia;
  - Nel terzo episodio della prima stagione di The Defenders in un cartellone come volto della polizia;
  - Nel tredicesimo episodio della prima stagione di The Punisher è sempre in un cartellone, ma come volto dei Marines;
  - Nel nono episodio della seconda stagione di Jessica Jones compare in un cartellone pubblicitario nel retro di un autobus come volto della Forbush and Associates;
  - Nel dodicesimo episodio della seconda stagione di Luke Cage compare in un manifesto pubblicitario in un muro come avvocato e volto della Forbush and Associates;
  - Nella seconda stagione di Iron Fist Stan Lee appare su un poster che recluta per la polizia di New York. Il codice QR sembra rivelare il numero 77871022;
  - Nel nono episodio della terza stagione di Daredevil, si vede un poster della polizia di New York. Dato che è in un flashback, sul poster si vede un gentiluomo significativamente più giovane. Non è sicuro al 100% che si tratti di Stan Lee, ma molti su Reddit sembrano essere d'accordo;
  - Nell'ultimo episodio della seconda stagione di The Punisher c'è un tributo a Stan Lee;
  - Nella terza stagione di Jessica Jones, mentre Jessica cammina in strada passando vicino alle macchine, si vede su un taxi un'immagine di Stan Lee.
- In The Gifted compare nel primo episodio della prima stagione mentre esce da un bar.
- In Runaways compare nell'episodio 1x06 nei panni di un autista di limousine.
- In Cloak & Dagger compare nell'episodio 1x09 in un quadro con la sua immagine ripetuta varie volte in diversi colori, come il quadro di Andy Warhol su Marilyn Monroe.

### Altri cameo
Lee è anche apparso in un cameo nel film di Kevin Smith (che è anche uno sceneggiatore di fumetti) Generazione X (1995), registrato un'intervista sempre con Smith (2002) sui Mutanti, i Mostri e le "Meraviglie" (Marvels, gioco di parole intraducibile tra il nome della casa editrice e il significato della parola) di Stan Lee ed è apparso nel ruolo di sé stesso nell'episodio Papà incacchiato de I Simpson e nell'episodio Sposato con il Blob della venticinquesima stagione dove interpreta il celebrante del matrimonio tra l'Uomo Fumetti e la mangaka Kumiko Nakamura. Ha inoltre doppiato nel 2003 Frank Elson nell'episodio "Mind Games: Part 1" della serie a cartoni animati dell'Uomo Ragno prodotta da MTV. Nell'ultima puntata della serie animata di Spider-Man del 1994, il supereroe viaggiando tra i mondi paralleli incontra proprio Stan Lee.
Inoltre nella serie The Spectacular Spider-Man doppia un lavoratore portuale con il nome di Stan nell'episodio Illusioni. Lee compare anche nella serie animata Ultimate Spider-Man, dove interpreta Stan, bidello strampalato della scuola e fan di Spider-Man. Appare anche in un episodio della serie televisiva Heroes (Inatteso, 1x16), dove recita la parte del conducente di autobus su cui sale Hiro Nakamura.
Nel sedicesimo episodio della terza stagione (L'acquisizione dell'Excelsior) di The Big Bang Theory appare nella parte di sé stesso: viene avvicinato da Sheldon Cooper che si introduce in casa sua senza invito, fraintendendo una battuta a causa della sua incapacità di comprendere il sarcasmo.
Il personaggio Stan nell'anime giapponese Heroman, di cui Stan Lee è creatore, è basato sul suo aspetto.
Compare nel film Disney Principe azzurro cercasi, nel ruolo di uno degli invitati al matrimonio della principessa Mia (2004). Appare nel quinto episodio della prima stagione della serie TV Nikita, Il custode, dove viene intervistato da una giornalista della televisione come testimone oculare di un salvataggio (2010). Nella serie TV Eureka (Le lenti preveggenti, 4x13) è uno scienziato della Global Dynamics che presenta un suo progetto per poter accedere ai viaggi su Titano (2011).
Nella serie TV Chuck (Chuck Versus The Santa Suit, 5x07), interpreta sé stesso, che però, nella finzione della serie, è in realtà un alto funzionario della CIA sotto copertura (2011). Nella webserie The Guild interpreta sé stesso nell'undicesimo episodio della quinta stagione (2011).
Nel videogioco Lego Marvel Super Heroes Stan Lee interpreta sé stesso, o meglio la sua minifigure che, costantemente in pericolo o bisognosa di aiuto, darà ai giocatori un mattoncino d'oro ogni volta che essi lo aiuteranno in qualche modo. Sempre nel gioco, è possibile sbloccare il personaggio Stan Lee aiutandolo un certo numero di volte; come personaggio Lee avrà i poteri della maggior parte dei supereroi, come quelli di Spider-Man e Hulk.
Appare nel videogioco The Amazing Spider-Man 2 come civile e proprietario di una fumetteria salvato da Spider-Man durante una delle missioni principali del gioco.
Nel film d'animazione Big Hero 6, dopo i titoli di coda, appare in versione animata come padre di Fred, essendone il doppiatore nella versione originale.
Nella serie TV animata Hulk e gli agenti S.M.A.S.H. interpreta il ruolo di Stan, sindaco della città di Vista Verde.
Compare inoltre nello speciale cross-over del 2014, Missione Marvel della serie Phineas e Ferb di Walt Disney Pictures, come venditore di hot-dog.
Compare anche nel primo episodio della seconda stagione della web-serie Videogame High School, dove interpreta il giudice al processo contro The Law.
Nel 2016 è comparso nel film di Kevin Smith Yoga Hosers - Guerriere per sbaglio, in cui ha interpretato un centralinista della polizia.
Compare come cameo nel film d'animazione Teen Titans Go! - Il film (2018) della Warner Bros. e DC Comics e in Ralph spacca Internet (2018).
Compare come autista di un pullman nella prima stagione di Heroes.
Compare (con propria voce e fattezze) nel videogioco Spider-Man come gestore di un ristorante in cui si ritrovano Peter e Mary Jane. Una dedica alla sua memoria compare alla fine del terzo DLC dello stesso gioco con una didascalia che recita: "In memoria di Stan Lee che ha ispirato tutti quanti noi a essere migliori".
Anche in Jay e Silent Bob - Ritorno a Hollywood del 2019 vi è una scena, posta durante i titoli di coda principali, dedicata alla memoria di Stan Lee: qui conversa con il regista della pellicola Kevin Smith.

## Doppiatori italiani
Nelle versioni in italiano delle opere in cui ha recitato, Stan Lee è stato doppiato da:
- Domenico Crescentini in Hulk, I Fantastici 4 e Silver Surfer, Thor, Captain America: The Winter Soldier, Avengers: Age of Ultron, Captain America: Civil War, Doctor Strange, Guardiani della Galassia Vol. 2, Spider-Man: Homecoming
- Carlo Reali in Thor: Ragnarok, Black Panther, Avengers: Infinity War, Ant-Man and the Wasp, Venom, Captain Marvel, Avengers: Endgame, Jay e Silent Bob - Ritorno a Hollywood
- Emidio La Vella in The Amazing Spider-Man 2: Il potere di Electro, Deadpool
- Vittorio Battarra ne L'ambulanza
- Emilio Cappuccio in Generazione X
- Romano Ghini in Spider-Man 3
- Dario De Grassi in Heroes
- Daniele Valenti in Captain America: Il primo Vendicatore
- Pieraldo Ferrante in The Avengers
- Wladimiro Grana in Thor: The Dark World
- Michele Kalamera in The Big Bang Theory
- Giovanni Petrucci in Agent Carter
- Saverio Moriones in Stan Lee's Superhumans
- Franco Zucca in Yoga Hosers - Guerriere per sbaglio

Da doppiatore è stato sostituito da:
- Giorgio Locuratolo ne I Simpson
- Luciano De Ambrosis in Big Hero 6
- Giovanni Petrucci in Spider-Man - Un nuovo universo
- Gianni Gaude in Spider-Man (videogioco 2018)